# Gertrude Astor
Pour les articles homonymes, voir Astor.

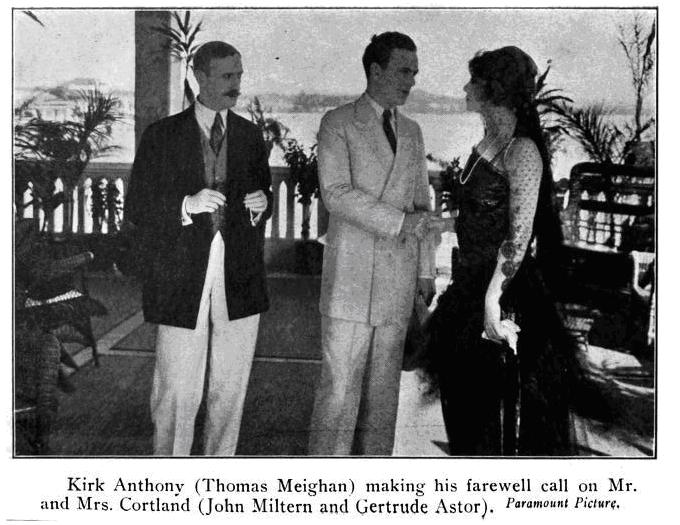
Gertrude Astor avec Thomas Meighan et John Miltern dans The Ne'er-Do-Well (1911).

Gertrude Astor est une actrice américaine, née le 9 novembre 1887 à Lakewood (Ohio), et morte le 9 novembre 1977 à Los Angeles (Californie).
Elle apparaît dans plus de 250 films entre 1911 (The Ne'er Do Well, court métrage) et 1966 (Une mère pas comme les autres, série télévisée).

## Biographie
Elle meurt le 9 novembre 1977, jour de son 90e anniversaire.

## Filmographie partielle
- 1917 : Polly Redhead de Jack Conway
- 1917 : A Darling in Buckskin de William V. Mong
- 1917 : Cheyenne's Pal de John Ford
- 1917 : À l'assaut du boulevard (Bucking Broadway) de John Ford : Gladys (non créditée)
- 1917 : The Price of a Good Time de Lois Weber et Phillips Smalley
- 1918 : Violence (The Brazen Beauty) de Tod Browning : Mrs. Augusta Van Ruysdael
- 1919 : Fleur sans tache (The Wicked Darling) de Tod Browning : Adele Hoyt
- 1919 : What Am I Bid ? de Robert Z. Leonard : Diana Newlands
- 1921 : Par l'entrée de service (Through the Back Door) d'Alfred E. Green et Jack Pickford : Louise Reeves
- 1922 : Un derby sensationnel (The Kentucky Derby) de King Baggot : Helen Gordon
- 1922 : Le Droit d'aimer de Sam Wood : Morella Winmarleigh
- 1922 : L'Homme aux deux visages (Skin Deep) de Lambert Hillyer
- 1922 : Lorna Doone de Maurice Tourneur : Comtesse de Brandir (non créditée)
- 1922 : Le Calvaire de madame Mallory (The Impossible Mrs. Bellew) de Sam Wood : Alice Granville
- 1922 : The Wall Flower de Rupert Hughes : Pamela Shiel
- 1922 : La Fille du pirate (Hurricane's Gal) d'Allen Holubar : Phyllis Fairfield
- 1923 : The Wanters de John M. Stahl : Mrs. Van Pelt
- 1923 : Flaming Youth de John Francis Dillon
- 1923 : Alice Adams de Rowland V. Lee
- 1923 : Le Roman d'une reine (Rupert of Hentzau) de Victor Heerman
- 1924 : The Silent Watcher de Frank Lloyd : Mrs. Steele
- 1924 : Secrets de Frank Borzage : Mme Manwaring
- 1925 : La Fille de Négofol (Kentucky Pride) de John Ford : Mme Beaumont
- 1925 : La Charmeuse (The Charmer) de Sidney Olcott : Bertha Sedgwick
- 1925 : Vedette (Stage Struck) d'Allan Dwan : Lillian Lyons
- 1926 : Kiki de Clarence Brown : Paulette Mascar
- 1926 : L'Athlète incomplet (The Strong Man) de Frank Capra : Lily de Broadway
- 1926 : Tell 'Em Nothing de Leo McCarey : Mrs. Gladstone
- 1926 : Behind the Front d'Edward Sutherland
- 1927 : Taxi-girl (The Taxi Dancer) de Harry F. Millarde : Kitty Lane
- 1927 : La Volonté du mort (The Cat and the Canary) de Paul Leni : Cecily
- 1928 : Rose-Marie de Lucien Hubbard : Wanda
- 1928 : The Family Group de Leo McCarey et Fred Guiol
- 1928 : Five and Ten Cent Annie de Roy Del Ruth
- 1928 : The Cohen and Kellys in Paris de William Beaudine
- 1928 : The Butter and Egg Man de Richard Wallace
- 1929 : Indomptée (Untamed) de Jack Conway : Mme Mason
- 1929 : The Fall of Eve de Frank R. Strayer
- 1929 : L'Iceberg vengeur (Frozen Justice) d'Allan Dwan
- 1931 : Le Damné (Hell Bound) de Walter Lang
- 1931 : Toute la vérité (Come Clean) de James W. Horne : Mrs Hardy
- 1932 : Frisco Jenny de William A. Wellman : Miss Beulah
- 1933 : Le Bateau des fugitifs (Ship of Wanted Men ) de Lewis D. Collins : Vera
- 1935 : Northern Frontier de Sam Newfield : Mae
- 1935 : It's in the Air de Charles Reisner
- 1936 : Empty Saddles de Lesley Selander : Eloise Hayes
- 1940 : Misbehaving Husbands de William Beaudine
- 1942 : La Péniche de l'amour (Moontide), de Archie Mayo : une femme
- 1944 : La Passion du Docteur Holmes (The Climax) de George Waggner : une femme (non crédité)
- 1945 : Dick Tracy de William Berke : une femme
- 1952 : I Love Lucy (série télévisée), épisode Ricky Looses his Voice : une Chorus Girl
- 1959 : Rescue 8 (série télévisée), épisode Walking Death
- 1962 : The Devil's Hand de William J. Hole Jr. : la vieille femme du culte
- 1966 : Une mère pas comme les autres (série télévisée), épisode The Incredible Shrinking Car